# Campeonato Europeo de Taekwondo de 2005
El XVI Campeonato Europeo de Taekwondo se realizó en Riga (Letonia) entre el 8 y el 9 de octubre de 2005 bajo la organización de la Unión Europea de Taekwondo (ETU) y la Federación Letona de Taekwondo.

## Medallistas

### Masculino
| Evento | Oro                           | Plata                         | Bronce                                                     |
| ------ | ----------------------------- | ----------------------------- | ---------------------------------------------------------- |
| –54 kg | Levent Tuncat · Alemania      | Serhi Mostipaka · Ucrania     | Seifula Magomedov · Rusia · Fırat Pozan · Turquía          |
| –58 kg | Köksal Durusoy Turquía        | Elnur Amanov Azerbaiyán       | Miltiadis Gurufidis · Grecia · Arnaud Sangue · Francia     |
| –62 kg | Kıvanç Dinçsalman Turquía     | Andrei Prtiukov · Rusia       | Maxim Boitsov · Ucrania · Maciej Ruta · Polonia            |
| –67 kg | Niyaməddin Paşayev Azerbaiyán | Dennis Bekkers · Países Bajos | Aritz Itxisoa · España · Matija Šantić · Croacia           |
| –72 kg | Jesper Roesen Dinamarca       | Tommy Mollet · Países Bajos   | Davoud Etminani · Reino Unido · Carlo Molfetta · Italia    |
| –78 kg | Christophe Négrel Francia     | Mohamed Ebnoutalib · Alemania | Rəşəd Əhmədov Azerbaiyán Craig Brown Reino Unido           |
| –84 kg | Jon García Aguado · España    | Bahri Tanrıkulu Turquía       | Bruno Ntep · Francia · Patrick Stevens · Países Bajos      |
| +84 kg | Pascal Gentil Francia         | Teemu Heino · Finlandia       | Olexandr Cherkun · Ucrania · Ferry Greevink · Países Bajos |

### Femenino
| Evento | Oro                                   | Plata                       | Bronce                                                       |
| ------ | ------------------------------------- | --------------------------- | ------------------------------------------------------------ |
| –47 kg | Viktoriya Taratynova · Rusia          | Angela Seropian · Suecia    | Şəhrun Yusifova · Azerbaiyán · Sümeyye Güleç · Alemania      |
| –51 kg | Nelli Shakarian · Rusia               | Brigitte Yagüe · España     | Kristine Storrø · Noruega · Hanna Zajc · Suecia              |
| –55 kg | Martina Zubčić · Croacia              | Zeynep Murat Turquía        | Federica Mastrantoni · Italia · Demet Özcan · Alemania       |
| –59 kg | Sara Barbero · España                 | Esra Akbaş Turquía          | Pinar Budak · Alemania · Josipa Kusanić · Croacia            |
| –63 kg | Azize Tanrıkulu Turquía               | Muriel Bujalance · España   | Olha Cherkun · Ucrania · Yuliya Sujavitskaya · Bielorrusia   |
| –67 kg | Gwladys Épangue Francia               | Caroline Persson · Suecia   | Yekaterina Arutiunian · Rusia · Sibel Güler · Turquía        |
| –72 kg | Sarah Stevenson Reino Unido           | Aitziber los Arcos · España | Susen Berger · Alemania · Alesia Cherniavskaya · Bielorrusia |
| +72 kg | Yvonne Oude Luttikhuis · Países Bajos | Iwona Kosiorek · Polonia    | Laetitia Larcher · Francia · Raina Leetberg · Finlandia      |

## Medallero
| Núm. | País         | Oro | Plata | Bronce | Total |
| ---- | ------------ | --- | ----- | ------ | ----- |
| 1    | Turquía      | 3   | 3     | 2      | 8     |
| 2    | Francia      | 3   | 0     | 3      | 6     |
| 3    | España       | 2   | 3     | 1      | 6     |
| 4    | Rusia        | 2   | 1     | 2      | 5     |
| 5    | Países Bajos | 1   | 2     | 2      | 5     |
| 6    | Alemania     | 1   | 1     | 4      | 6     |
| 7    | Azerbaiyán   | 1   | 1     | 2      | 4     |
| 8    | Croacia      | 1   | 0     | 2      | 3     |
| 8    | Reino Unido  | 1   | 0     | 2      | 3     |
| 10   | Dinamarca    | 1   | 0     | 0      | 1     |
| 11   | Suecia       | 0   | 2     | 1      | 3     |
| 12   | Ucrania      | 0   | 1     | 3      | 4     |
| 13   | Finlandia    | 0   | 1     | 1      | 2     |
| 13   | Polonia      | 0   | 1     | 1      | 2     |
| 15   | Bielorrusia  | 0   | 0     | 2      | 2     |
| 15   | Italia       | 0   | 0     | 2      | 2     |
| 17   | Grecia       | 0   | 0     | 1      | 1     |
| 17   | Noruega      | 0   | 0     | 1      | 1     |
|      | TOTAL        | 16  | 16    | 32     | 64    |